# 比松 (上马恩省)
比松（法語：Busson，法語發音：[bysɔ̃]）是法国上马恩省的一个市镇，属于肖蒙区。

## 地理
比松（48°19'35"N, 5°21'34"E）面积9.88 平方千米，位于法国大東部大區上马恩省，该省份为法国东北部内陆省份，北起马恩省和默兹省，西接奥布省，西南接科多尔省，东南接上索恩省，东临孚日省。
与比松接壤的市镇（或旧市镇、城区）包括：勒尔维尔、雷内勒、罗什-贝坦库尔、埃皮宗。

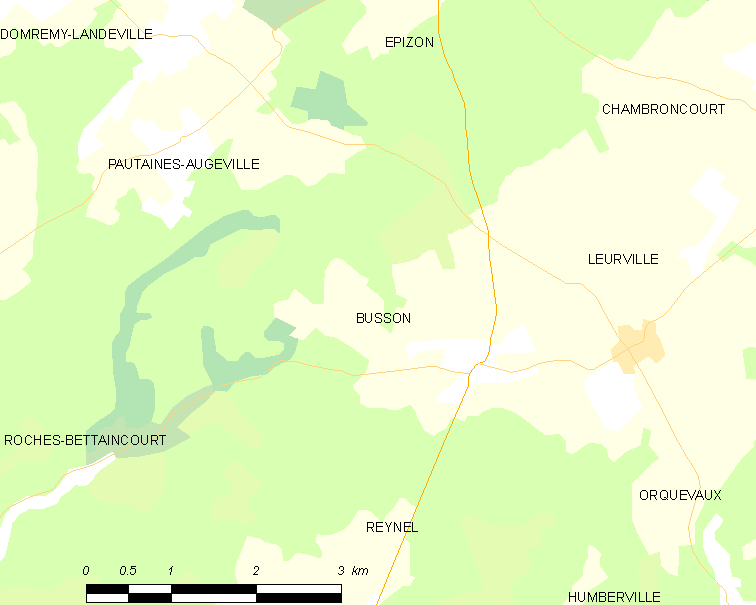
的OSM定位图

比松的时区为UTC+01:00、UTC+02:00（夏令时）。

## 行政
比松的邮政编码为52700，INSEE市镇编码为52084。

## 政治
比松所属的省级选区为普瓦松县。

## 人口

1962-2008年间人口变化图示

比松于2022年1月1日时的人口数量为46人。